# Gazele naturale în Europa
Necesarul de importuri de gaze al Uniunii Europene (UE) este estimat la 500 miliarde metri cubi pe an.
Pentru atingerea obiectivelor de protejare a mediului înconjurător, utilizarea combustibililor fosili va cunoaște un declin serios în următorii ani.
Din 1990, ponderea gazului rusesc în totalul importurilor europene de gaz a scăzut de la 75% la 41% în 2009, în timp ce livrările din Norvegia și din regiunea Africii de Nord - în special din Algeria - au sporit considerabil.
Rusia exportă anual circa 135 miliarde de metri cubi de gaze în UE.
În anul 2007 consumul de gaze naturale din Europa a fost asigurat în proporție de:
- 23-25% de Rusia
- 18% de Norvegia
- 10% de Algeria

Norvegia ar putea deveni până în 2020 principalul furnizor de gaze naturale din Uniunea Europeană, cu 125-140 miliarde metri cubi gaz natural pe an.

## Gazoducte
Pentru diminuarea dependenței de Rusia, Uniunea Europeană a creat proiectul gazoductei Nabucco, care va avea ca țări furnizoare Turkmenistanul, Azerbaidjanul, Uzbekistanul sau Kazahstanul.
Conducta va avea o lungime de 3.300 de kilometri și va livra, la capacitatea maximă, 31 miliarde de metri cubi de gaz pe an.
Pentru a contracara proiectul, Rusia a demarat un proiect concurent, South Stream, în care a încercat să atragă inclusiv o parte dintre partenerii Nabucco. Capacitatea maximă a conductei este similară cu cea a Nabucco, de 31 miliarde de metri cubi
- cu posibilitatea creșterii capacității la 63 miliarde de metri cubi ulterior.
Gazoductul va avea o lungime de 900 kilometri pe sub Marea Neagră, între Rusia și Bulgaria, unde se va ramifica o dată către nord-vest spre Austria, apoi către sud, spre Grecia și Italia.
O altă conductă în construcție este Nord Stream, conductă care va furniza gaz natural din Rusia către Germania. Nord Stream va lega portul rusesc Vyborg de portul german Greifswald, pe o distanță de 1.200 de kilometri, pe sub Marea Baltică.
Conducta va intra în funcțiune în anul 2011 și va avea o capacitate anuală de 27,5 miliarde de metri cubi, iar a doua conductă, paralelă cu prima, care va fi gata până în 2012, va permite dublarea cantităților transportate, la 55 miliarde de metri cubi.
- Gazoducte

Gazoducte
Traseul Nabucco
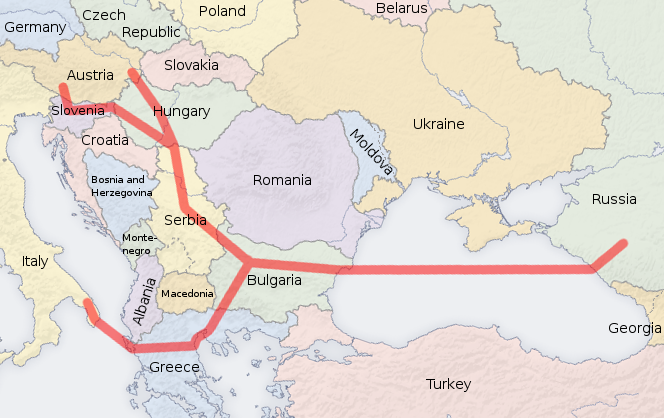
Traseul South Stream
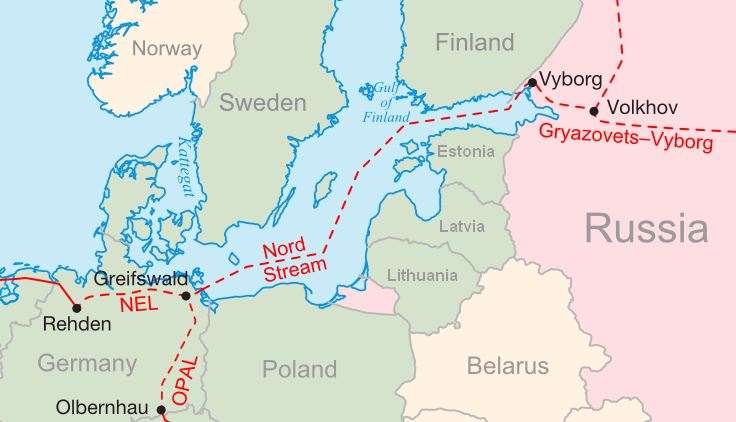
Traseul Nord Stream